# Comuna Măgirești, Bacău
Măgirești este o comună în județul Bacău, Moldova, România, formată din satele Măgirești (reședința), Prăjești, Stănești, Șesuri și Valea Arinilor.

## Geografie
Comuna Măgirești este situată la poalele Subcarpaților Orientali, într-o zonă predominant de deal, dar cuprinde și zone de câmpie și munte. Rețeaua hidrografică este formată din: râul Tazlăul Sărat, care străbate satul Șesuri, și pâraiele Valea Arinilor, care trece prin satele Valea Arinilor și Prăjești; Ruja; și Dingani, ultimele două trecând prin satul Măgirești. Este traversată de șoseaua națională DN2G, care leagă Bacăul de Moinești. La Măgirești, din acest drum se ramifică șoseaua județeană DJ117A, care duce spre nord la Solonț și apoi revine spre sud-est la Ardeoani (unde se termină tot în DN2G).

## Demografie
Componența etnică a comunei Măgirești
     Români (89,7%)
     Alte etnii (0,06%)
     Necunoscută (10,25%)
Componența confesională a comunei Măgirești
     Ortodocși (87,19%)
     Creștini de rit vechi (2,14%)
     Alte religii (0,23%)
     Necunoscută (10,44%)
Conform recensământului efectuat în 2021, populația comunei Măgirești se ridică la 3.552 de locuitori, în scădere față de recensământul anterior din 2011, când fuseseră înregistrați 3.994 de locuitori. Majoritatea locuitorilor sunt români (89,7%), iar pentru 10,25% nu se cunoaște apartenența etnică. Din punct de vedere confesional, majoritatea locuitorilor sunt ortodocși (87,19%), cu o minoritate de creștini de rit vechi (2,14%), iar pentru 10,44% nu se cunoaște apartenența confesională.

## Politică și administrație
Comuna Măgirești este administrată de un primar și un consiliu local compus din 13 consilieri. Primarul, Ionică Câdă[*], de la Partidul Național Liberal, este în funcție din 2008. Începând cu alegerile locale din 2024, consiliul local are următoarea componență pe partide politice:
|  | Partid                          | Consilieri | Componența Consiliului | Componența Consiliului | Componența Consiliului | Componența Consiliului | Componența Consiliului | Componența Consiliului | Componența Consiliului | Componența Consiliului |
|  | ------------------------------- | ---------- | ---------------------- | ---------------------- | ---------------------- | ---------------------- | ---------------------- | ---------------------- | ---------------------- | ---------------------- |
|  | Partidul Național Liberal       | 8          |                        |                        |                        |                        |                        |                        |                        |                        |
|  | Partidul Social Democrat        | 4          |                        |                        |                        |                        |                        |                        |                        |                        |
|  | Alianța pentru Unirea Românilor | 1          |                        |                        |                        |                        |                        |                        |                        |                        |

## Istorie
La sfârșitul secolului al XIX-lea, comuna făcea parte din plasa Muntelui a județului Bacău și era formată din satele Măgirești, Stănești, Prăjești, Șesurile, Tazlău și Mădărzău, având în total 2079 de locuitori. În comună funcționau o școală mixtă cu 20 de elevi deschisă la Măgirești în 1865, trei mori de apă, două fabrici de petrol, o piuă de bătut sumane și trei biserici la Măgirești, Stănești și Prăjești, în timp ce principalii proprietari de terenuri erau moștenitorii lui Emanuel Crupenschi, Const. Mafteiu și Societatea română pentru exploatarea păcurei. Anuarul Socec din 1925 o consemnează în plasa Comănești a aceluiași județ, având 2762 de locuitori în satele Măgirești, Prăjești, Stănești, Șesuri și Tazlău de Jos.
În 1950, comuna a fost transferată raionului Moinești din regiunea Bacău, iar în 1964 a preluat și satul Valea Arinilor de la comuna desființată Lucăcești. În 1968, a revenit la județul Bacău, reînființat.

## Monumente istorice

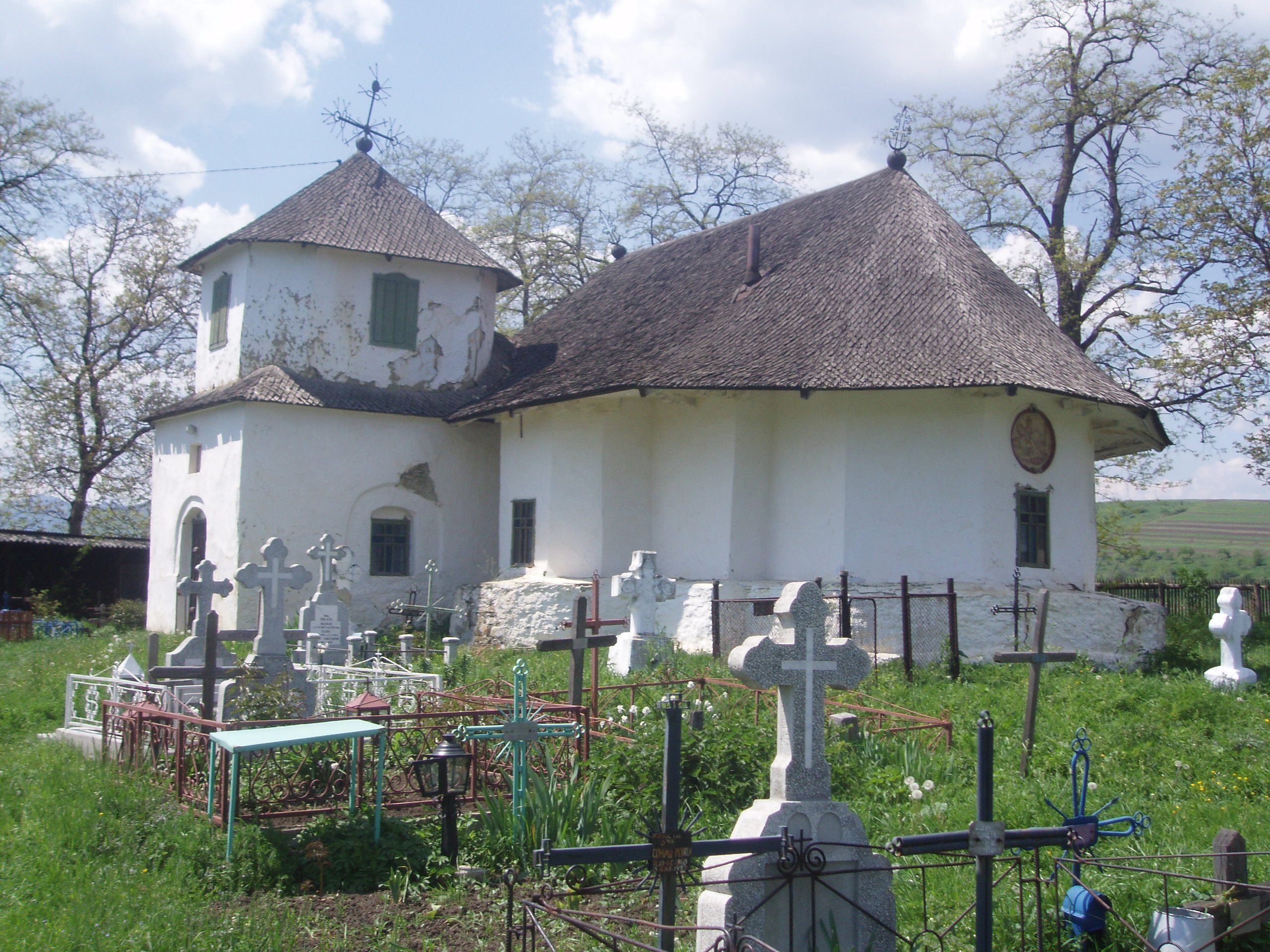
Biserica „Sfântul Gheorghe” din Sesuri, monument istoric de interes local din comuna Măgirești

Singurul obiectiv din comună inclus în lista monumentelor istorice din județul Bacău ca monument de interes local este biserica de lemn „Sfântul Gheorghe” din satul Șesuri. Clădirea, datând din 1648, este clasificată ca monument de arhitectură.

## Economie

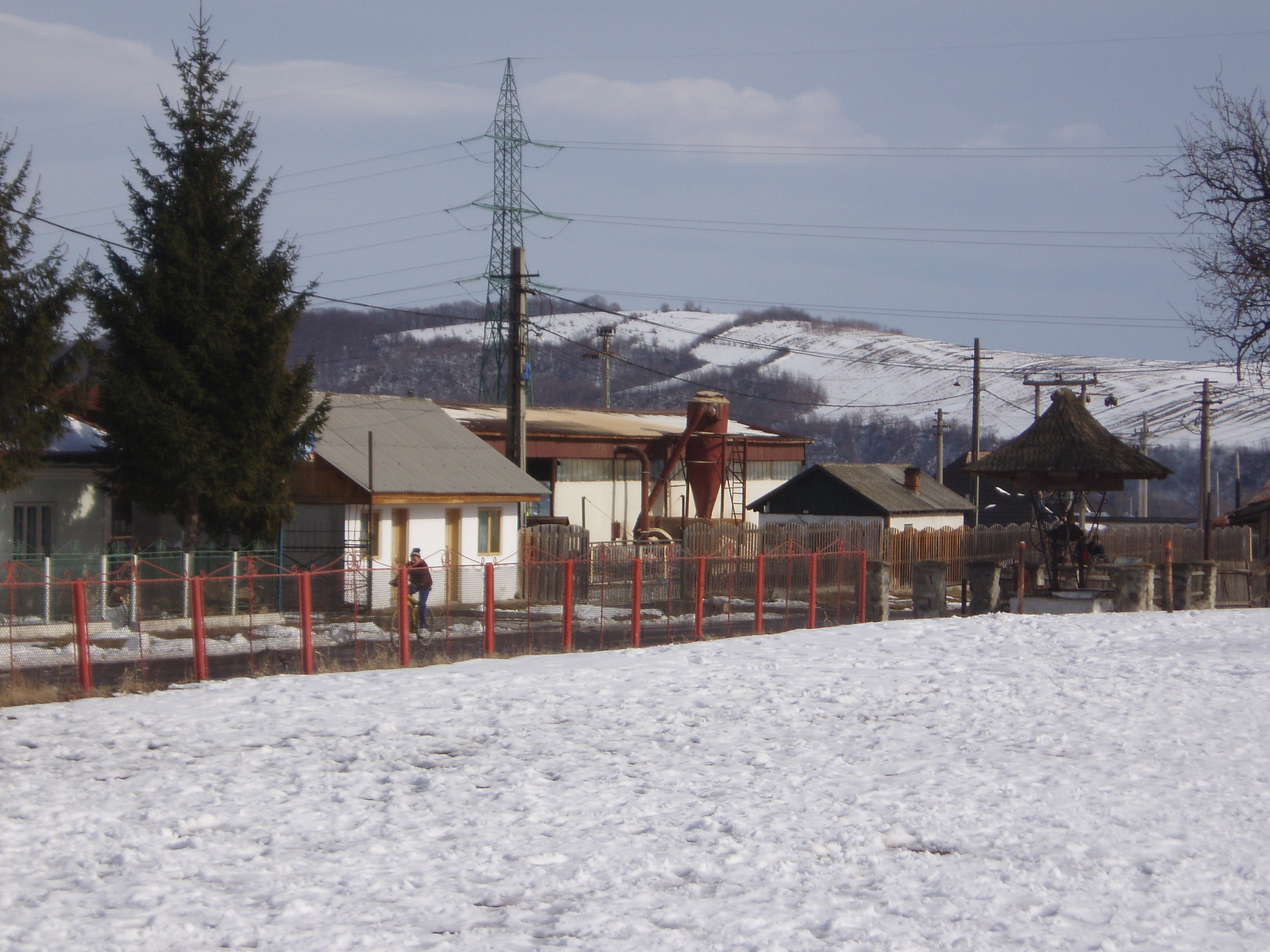
Fabrica de prelucrare a lemnului

O creștere economică semnificativă a putut fi semnalată începând cu a doua jumătate a secolului al XIX-lea, când zăcămintele mari de petrol existente în zonă, au început să fie exploatate la scară industrială. Măgireștiul fiind o localitate situată pe dealuri subcarpatice, deține o suprafață de pădure. În perioada de după al Doilea Război Mondial, când România a cunoscut cea mai agresivă campanie de industrializare, majoritatea locuitorilor Măgireștiului au ajuns să lucreze în domeniul petrolului (industrie deja înfloritoare în zonă din perioada interbelică) sau alte servicii care-l deserveau. Acest fapt a făcut ca economia comunei să se dezvolte rapid, iar locuitorii ei să fie mult mai înstăriți în perioada comunistă decât oamenii altor localități rurale din țară. Un alt factor care a ajutat creșterea nivelului de trai este distanța scurtă, numai 7 km, față de municipiul Moinești, de unde oamenii din comună se pot aproviziona cu bunuri de larg consum și de asemenea iși pot continua studiile după ce termină 8 clase. O parte din populație lucrează în Moinești.

## Învățământ

Școala Generală Măgirești

Școala veche

Învățământul se realizează în următoarele unități: două școli cu clasele I-VIII în Măgirești și respectiv Valea Arinilor; în satele Stănești, Prăjești și Șesuri funcționează câte o școală cu clasele I-IV. De asemenea în fiecare sat este și câte o grădiniță. În Măgirești școala beneficiază de două imobile, unul dintre ele, "Școala Veche", datează dinainte de anul 1900 și a fost restaurată și dotată modern în anul 2004.

## Religie

Monumentul Eroilor căzuți în Primul Război Mondial

În fiecare sat din comună este câte o biserică ortodoxă, populația fiind de confesiune creștin-ortodoxă în proporția de 96%. Biserica din satul Măgirești, ridicată pe ruinele vechii biserici construite la începutul secolului al XIX-lea, a fost dată în folosință la 8 septembrie 1985 cu hramul Nașterea Maicii Domnului. La sfințirea acestei biserici a participat episcopul Romanului și Hușilor Eftimie Luca, precum și viitorul arhiereu vicar al eparhiei sus menționate și apoi episcop al Hușilor Ioachim Mareș, originar din satul Măgirești. De asemenea, tot atunci a fost inaugurat pe dealul bisericii Monumentul Eroilor căzuți în Primul Război Mondial. Ioachim al Hușilor a donat Bisericii atât casa părintească, cât și terenurile moștenite, și între anii 2003-2008 s-au derulat ample lucrări de ridicare a casei parohiale, care a fost sfințită în 10 noiembrie 2008 de către Ioachim Băcăuanul. Pentru o mai bună desfășurare a activităților filantropice, între anii 2009-2012, în curtea Bisericii de la Măgirești s-a înălțat Așezământul social-filantropic „Sf. și Drepții Părinți Ioachim și Ana”.

## Cultură
Din 2015 funcționează în satul Prăjești un muzeu tematic unic în țară, închinat vieții răzeșilor găzari. Mai există o sală de festivități.
Sunt amenajate locuri de popas spre pădurea din extravilanul localității, cu acces pe drum asfaltat, și un alt traseu, neamenajat, cu floră și faună în conservare, la capătul căruia există două iazuri.
În Valea Arinilor există un centru pentru bătrâni.

## Sport
În anul 2011 a fost înființată echipa de fotbal A.S. Vulturul Măgirești. În 2014 a promovat în liga a IV-a.

## Personalități născute aici
- Constantin Parascan (n. 1944), scriitor, membru al Uniunii Scriitorilor din România, Președintele Fundației Culturale „Urmașii Răzeșilor Găzari de pe Valea Tazlăului Sărat”;
- Nicu Enea, (n. 1897, Valea Arinilor) pictor;
- Ioachim Mareș (n. 1927 - d. 2009), episcop de Huși.